# Кокорова (Горж)
Кокорова (рум. Cocorova) насеље је у Румунији у округу Горж у општини Турбуреа. Oпштина се налази на надморској висини од 167 m.

## Становништво
Према подацима из 2002. године у насељу је живело 616 становника, од којих су сви румунске националности.